# Columna
|  | Per a altres significats, vegeu «Columna (desambiguació)». |

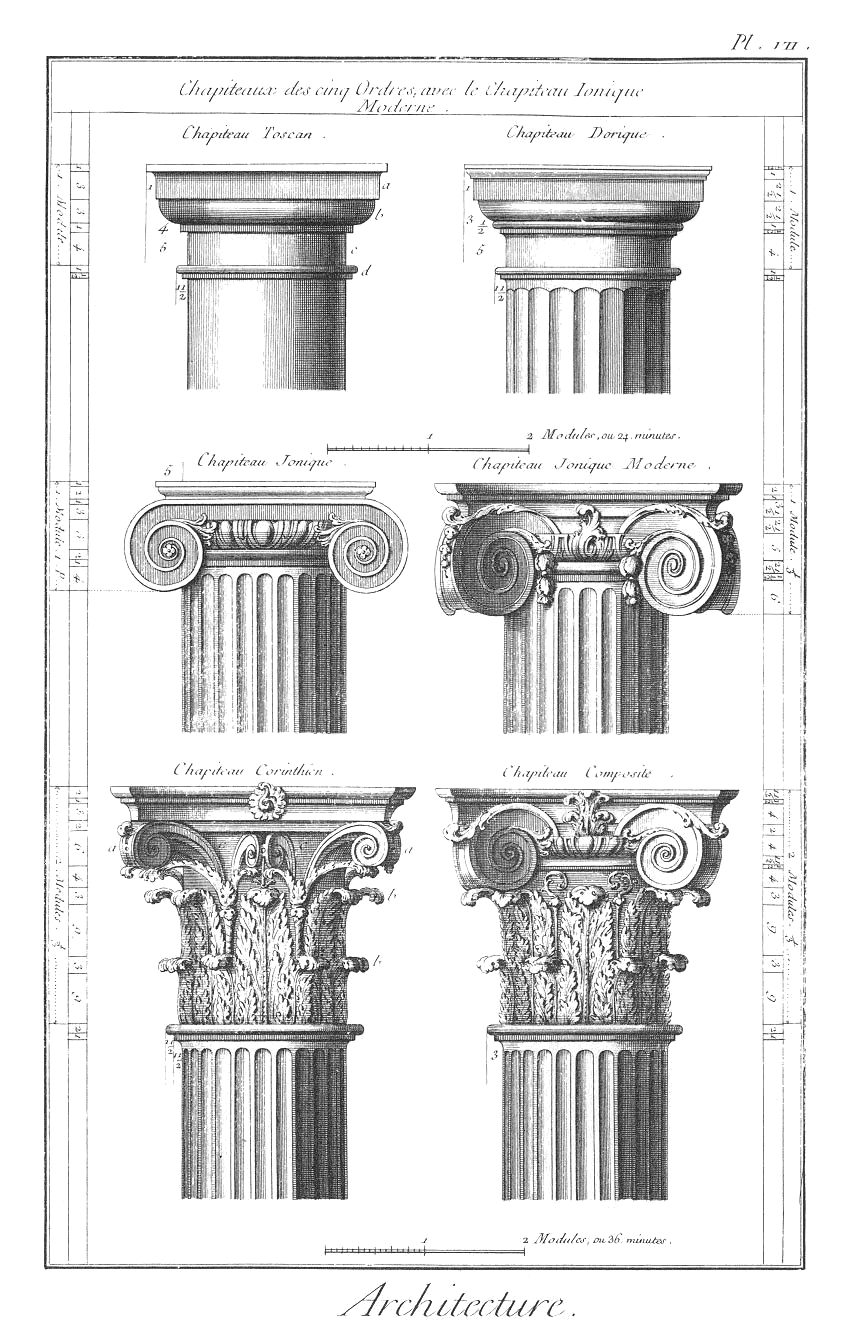
Tipus de columnes segons els ordres clàssics

Una columna és un element arquitectònic de suport, molt més alt que ample, caracteritzat pel fet d'ésser de secció circular a diferència del pilar que és de secció quadrada o poligonal
Ambdós elements acompleixen la funció de suportar les pressions verticals i obliqües de l'arquitrau i l'arc. S'anomena semicolumna la que està encastada en un mur projectant-ne la meitat des del pla del parament. Hi ha diferents estils de columnes:
- ordre dòric: Els capitells dòrics són formats, primerament per un àbac, que és un element que corona el capitell i un equí, constituït per una motllura convexa (també es manifesta als capitells d'ordre jònic). Aquesta tipologia es manifesta, per exemple, en el Partenó (els autors foren Ictinos i Cal·lícrates, es construí durant els anys 447-432 aC i fou edificat a l'Acròpolis d'Atenes). La seva base és formada per un estereòbat, el qual és un basament esglaonat i per un estilobat, que és el graó superior de l'esglaonament citat anteriorment.
- ordre jònic: té el capitell format per volutes que són uns elements decoratius en forma d'espiral. Té una base, damunt de la qual s'alça el fust columnari. El fust es troba entre l'estilobat i el capitell i és constituït amb estries d'aresta viva. Exemples d'aquest ordre són: Nike Àptera (arquitectura grega: autor Cal·lícrates), Erectèon (arquitectura grega: autor Mnèsicles, 421-406 aC), Altar de Zeus a Pèrgam (arquitectura grega: autor desconegut, ~188 aC.
- ordre corinti: el capitell corinti és constituït amb fulles d'acant i acabat amb la base on a sobre seu s'alça el fust. Exemple d'aquesta tècnica en trobem a l'arquitectura romana, la Maison Carrée (autor desconegut, 16 aC).
- ordre compost: de caràcter romà, amb elements del capitell jònic i corinti. Un exemple d'aquest tipus seria el Panteó de Roma (autor desconegut, 118-125 dC).
- ordre toscà: de caràcter romà, semblant al dòric, però amb el fust llis i amb base. Un exemple d'aquesta tipologia seria el Colosseu, d'autor desconegut i creat durant els anys 72-80 dC.

## Història
Totes les grans civilitzacions de l'Edat del Ferro a l'Orient Pròxim i el Mediterrani han utilitzat columnes. A l'arquitectura de l'antic Egipte ja el 2600 aC, l'arquitecte Imhotep va fer ús de columnes de pedra. Es va inspirar en les formes de la naturalesa vegetal de la seva terra per transformar i imaginar els feixos de canyes utilitzats en els seus primitius allotjaments com a elements sostenibles en forma de columnes, component bàsic de l'arquitectura de pedra. Posteriorment, també es va utilitzar el fust cilíndric. La decoració dels seus fusts podrà assimilar-se a joncs lligats i els seus capitells, estilitzacions de motius florals en forma lotiforme (flor de lotus), papiriforme (umbel·la de papir), palmiforme (full de palmera) o campaniforme.
Algunes de les columnes més elaborades del món antic són les dels perses, especialment les enormes columnes erigides en Persèpolis els capitells dels quals estaven decorats amb pròtoms de torus. Els egipcis, perses i altres antigues civilitzacions van utilitzar les columnes, de forma pràctica, per sostenir les teulades dels seus edificis, decorats exteriorment amb relleus o pintures.
La civilització grecoromana, de fet, va utilitzar les columnes tant a l'interior com a l'exterior dels edificis, sobretot en els pòrtics, i van ser els grecs els qui van desenvolupar els ordres clàssics de l'arquitectura.
Les columnes, o almenys les exteriors estructurals, van ser menys importants a l'arquitectura medieval, i les formes clàssiques es van abandonar tant a l'arquitectura romana d'Orient com la romànica i a la gòtica en favor de formes més flexibles, amb capitells de diferents tipus de decoració vegetal o figurativa. L'arquitectura renaixentista amb ganes de reviure el vocabulari i estils clàssics, utilitzant variacions dels ordres clàssics va romandre de model per a la posterior formació dels arquitectes en l'arquitectura barroca, rococó i neoclàssica.
La revolució industrial va impulsar la construcció d'edificacions amb pilars d'acer i formigó armat, possibilitant realitzar tancaments exteriors sense funcions estructurals, amb façanes sense pilars i totalment envidrades: el mur cortina. L'arquitectura moderna, el funcionalisme o l'arquitectura sostenible són algunes maneres de concebre el disseny arquitectònic en els últims segles.

## Estructura
Les primeres columnes es van construir amb pedra, algunes d'una sola peça de pedra. Les columnes monolítiques es troben entre les pedres més pesades utilitzades a l'arquitectura. Altres columnes de pedra es creen a partir de múltiples seccions de pedra, amb morter o juntes en sec. En molts llocs clàssics, les columnes seccionades es van tallar amb un orifici central o una depressió per poder unir-les amb passadors de pedra o metall. El disseny de la majoria de les columnes clàssiques incorpora èntasi (la inclusió d'una lleugera corba cap a fora als costats) més una reducció en el diàmetre al llarg de l'alçada de la columna, de manera que la part superior sigui només el 83% del diàmetre inferior. Aquesta reducció imita els efectes de paral·laxi que l'ull espera veure, i tendeix a fer que les columnes semblin més altes i rectes del que són, mentre que l'èntasi se suma a aquest efecte.
Hi ha flautes i filets que pugen pel fust de les columnes. La flauta és la part de la columna que està indentada amb forma semicircular. El filet de la columna és la part entre cadascuna de les flautes de les columnes d'ordre jònic. L'amplada de la ranura canvia a totes les columnes còniques a mesura que puja pel fust i roman igual a totes les columnes no còniques. Això es va fer amb les columnes per afegir interès visual. El jònic i el corinti són els únics ordres que tenen filets i flautes. L'estil dòric té flautes però no filets. Les flautes dòriques estan connectades en un punt esmolat on s'ubiquen els filets a les columnes d'ordre jònic i corinti.

### Nomenclatura
La majoria de les columnes clàssiques sorgeixen d'una base, que descansa sobre l'estilòbat, o Cimentació (enginyeria), excepte les de l'ordre dòric, que solen descansar directament sobre l'estilòbat. La base pot constar de diversos elements, començant amb una llosa ampla i quadrada coneguda com a sòcol. Les bases més simples consisteixen en el basament sol, de vegades separat de la columna per un coixí circular convex conegut com el torus. Les bases més elaborades inclouen dos bous, separats per una secció còncava o canal conegut com a escòcia (Scotiae) o troquil. Scotiae també podria passar en parells, separats per una secció convexa anomenada astràgal, o compte, més estreta que un toro. De vegades, aquestes seccions anaven acompanyades de seccions convexes encara més estretes, conegudes com a anuletes o filets.
A la part superior de l'eix hi ha un capitell, sobre el qual descansen el sostre o altres elements arquitectònics. En el cas de les columnes dòriques, el capitell sol consistir en un coixí rodó i afusat, o echinus, que sosté una llosa quadrada, coneguda com a àbax o àbac. Els capitells jònics presenten un parell de volutes, mentre que els capitells corintis estan decorats amb relleus en forma de fulles d'acant. Qualsevol mena de capitell podia anar acompanyat de les mateixes motllures que la base. En el cas de les columnes exemptes, els elements decoratius sobre el fust es coneixen com a remat.
Les columnes modernes es poden construir amb acer, formigó abocat o prefabricat, o maó, deixant-se nues o revestides amb una coberta arquitectònica o xapa. Usat per suportar un arc, una imposta, o pilar, és el membre superior d'una columna. La part més inferior de l'arc, anomenada salt, descansa sobre la imposta.

### Equilibri, inestabilitat i càrregues

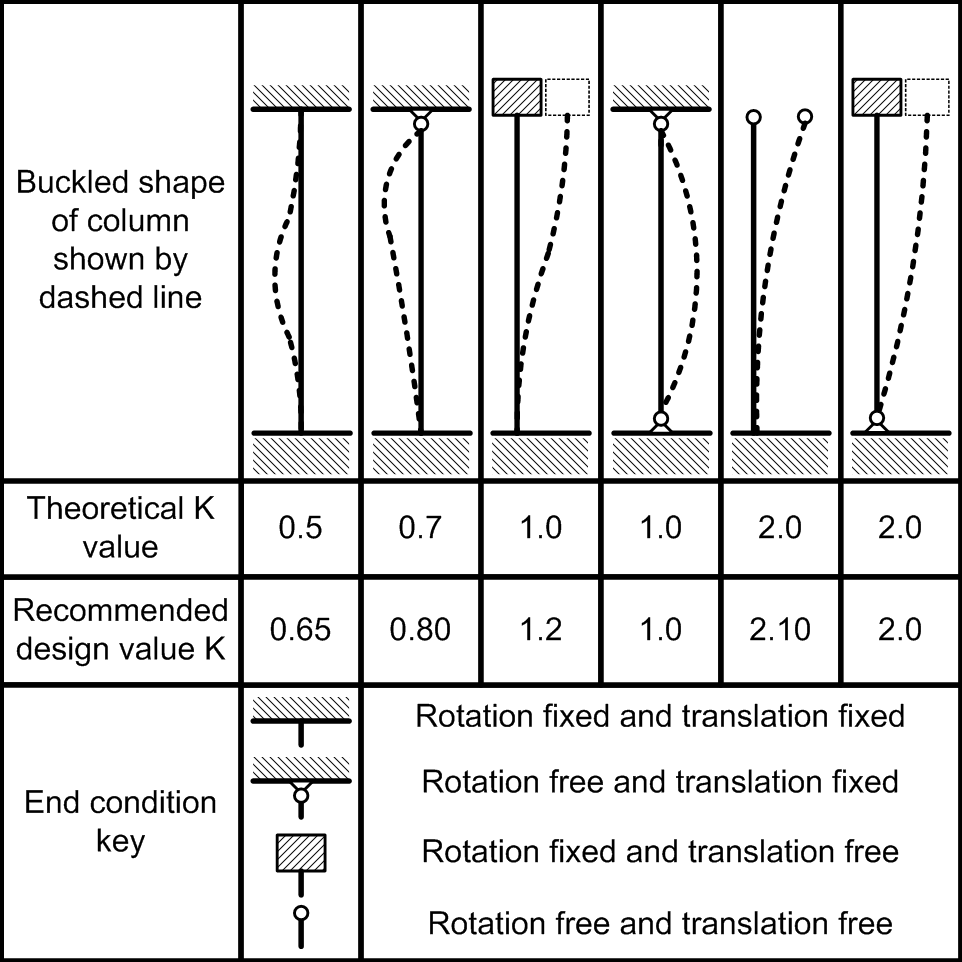
Taula que mostra els valors de K per a columnes estructurals de diverses condicions finals (adaptat de Manual of Steel Construction, 8a edició, American Institute of Steel Construction, Taula C1.8.1)

A mesura que augmenta la magnitud de la càrrega axial sobre una columna esvelta perfectament recta amb propietats de material elàstic, aquesta columna ideal passa per tres estats: equilibri estable, equilibri neutral i inestabilitat. La columna recta sota càrrega està en equilibri estable si una força lateral, aplicada entre els dos extrems de la columna, produeix una petita deflexió lateral que desapareix i la columna torna a la forma recta quan s'elimina la força lateral. Si la càrrega de la columna s'incrementa gradualment, s'assoleix una condició on la forma recta d'equilibri es converteix en l'anomenat equilibri neutre, i una petita força lateral produirà una deflexió que no desapareix i la columna roman en aquesta forma lleugerament doblegada quan s'elimina la força lateral. La càrrega a què s'assoleix l'equilibri neutre d'una columna s'anomena càrrega crítica o de vinclament. L'estat d'inestabilitat arriba quan un lleuger augment de la càrrega de la columna provoca deflexions laterals creixents i incontrolables que condueixen al col·lapse total.
Per a una columna recta carregada axialment amb qualsevol condició de suport als extrems, l'equació d'equilibri estàtic, en forma d'equació diferencial, es pot resoldre per a la forma desviada i la càrrega crítica de la columna. Amb condicions de suport articulat, fix o d'extrem lliure, la forma flexionada en equilibri neutre d'una columna inicialment recta amb secció transversal uniforme en tota la longitud sempre segueix una forma de corba sinusoïdal parcial o composta, i la càrrega crítica està donada per:
{\displaystyle f_{cr}\equiv {\frac {\pi ^{2}{\textit {E}}I_{min}}{{L}^{2}}}\qquad (1)}
on E = mòdul elàstic del material, Imin = el moment mínim d'inèrcia de la secció transversal, i L = longitud real de la columna entre els dos suports extrems. Una variant de (1) ve donada per
{\displaystyle f_{cr}\equiv {\frac {\pi ^{2}E_{T}}{({\frac {KL}{r}})^{2}}}\qquad (2)}
on r = radi de gir de la secció transversal de la columna que és igual a l'arrel quadrada de (I/A), K = relació de la meitat més llarga d'ona de sinus a la longitud real de la columna, Et = mòdul tangent a la tensió Fcr, y KL = longitud efectiva (longitud d'una columna articulada-articulada equivalent). De l'Equació (2) es pot observar que la resistència al vinclament d'una columna és inversament proporcional al quadrat de longitud.
Quan l'estrès crític, Fcr (Fcr =Pcr/A, on A = àrea de la secció transversal de la columna), és més gran que el límit proporcional del material, la columna està experimentant vinclament inelàstic. Atès que en aquest esforç el pendent de la corba d'esforç-deformació del material, Et (anomenada el mòdul tangent), és menor que el que està per sota del límit proporcional, es redueix la càrrega crítica en el bandeig inelàstic. S'apliquen fórmules i procediments més complexos per a aquests casos, però en la seva forma més simple, la fórmula de la càrrega crítica de vinclament es dona com a Equació (3),
{\displaystyle f_{cr}\equiv {F_{y}}-{\frac {F_{y}^{2}}{4\pi ^{2}E}}\left({\frac {KL}{r^{2}}}\right)\qquad (3)}
Una columna amb una secció transversal que no té simetria pot patir vinclament per torsió (torsió sobtada) abans o en combinació amb el vinclament lateral. La presència de deformacions per torsió fa que tant les anàlisis teòriques com els dissenys pràctics siguin força complexes.
L'excentricitat de la càrrega o les imperfeccions, com ara la torçada inicial, disminueixen la resistència de la columna. Si la càrrega axial sobre la columna no és concèntrica, és a dir, la seva línia d'acció no coincideix precisament amb l'eix central de la columna, la columna es caracteritza com a carregada excèntricament. L'excentricitat de la càrrega, o una curvatura inicial, sotmet la columna a una flexió immediata. L'augment de les tensions a causa de la combinació de tensions axials i de flexió dona com a resultat una capacitat de càrrega reduïda.
Els elements de columna es consideren massissos si la dimensió lateral menor és igual o superior a 400 mm. Les columnes massives tenen la capacitat d'augmentar la força de càrrega durant llargs períodes (fins i tot durant períodes de càrrega pesada). Tenint en compte el fet que les possibles càrregues estructurals també poden augmentar amb el temps (i també l'amenaça de falla progressiva), les columnes massives tenen un avantatge en comparació de les no massives.

### Tipus de falles en columnes
Hi ha diferents tipus de falles estructurals en columnes, aquestes poden originar-se per diferents criteris per exemple: corrosió, mala qualitat dels materials constructius, mals processos de colat (en cas de concret)/instal·lació (en cas d'acer), entre d'altres. Els principals tipus de falla que es poden observar en columnes són les falles per compressió, falles per adherència de les varetes de reforç, falla per flexocompressió, falla per torsió, falla per efecte de columna curta, esforços per tallant, entre d'altres. El nivell de perill que cadascú efectua dins un sistema estructural varia, des d'un mal funcionament de l'estructura fins al col·lapse. Quan un membre estructural pateixi danys, aquests han de ser monitorats per evitar el col·lapse del mateix membre.

### Extensions
Quan una columna és massa llarga per construir-la o transportar-la en una sola peça, s'ha d'estendre o empalmar al lloc de construcció. Una columna de formigó armat s'estén fent que les barres de reforç d'acer sobresurtin unes poques polzades o peus per sobre de la part superior del formigó, després es col·loca el següent nivell de barres de reforç perquè se superposin i s'aboca el formigó del següent nivell. Una columna d'acer s'estén soldant o cargolant plaques d'empalmament a les ales i ànimes o parets de les columnes per proporcionar uns pocs centímetres de transferència de càrrega des de la secció superior a la inferior de la columna. Una columna de fusta generalment s'estén mitjançant un tub d'acer o una placa de xapa de metall embolicada cargolada a les dues seccions de fusta de connexió.

### Bases
Una columna que porta la càrrega fins a una fonamentació ha de tenir mitjans per transferir la càrrega sense sobrecarregar el material de la fonamentació. Les columnes de formigó armat i maçoneria generalment es construeixen directament sobre fonaments de formigó. Quan s'asseu sobre una base de formigó, una columna d'acer ha de tenir una placa base per distribuir la càrrega sobre una àrea més gran i, per tant, reduir la pressió de càrrega. La placa base és una placa d'acer rectangular i gruixuda, soldada generalment a l'extrem inferior de la columna.

## Components i exemples de columnes

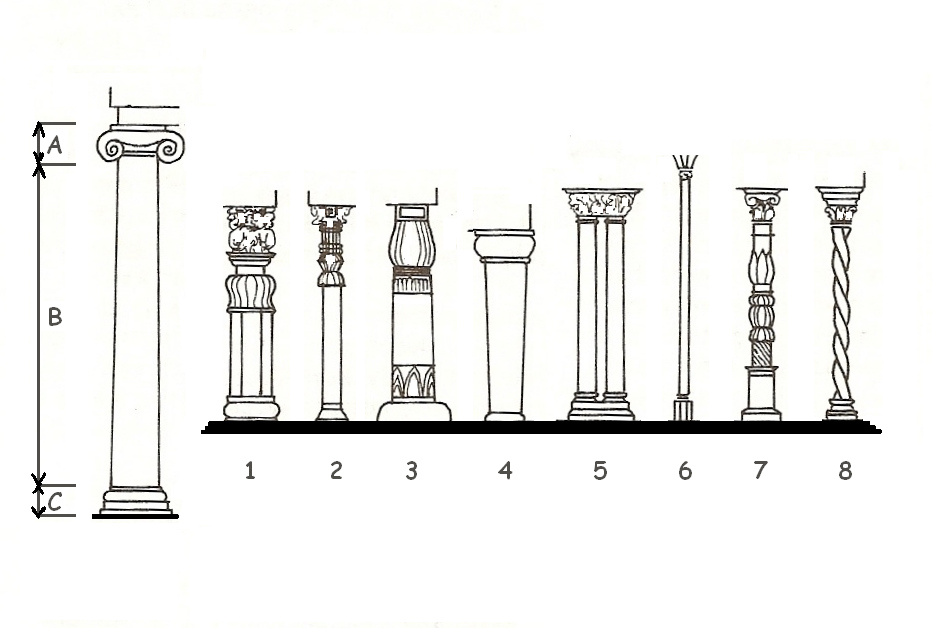
Components i exemples de columnes amb diferents estils arquitectònics.

Una columna sol estar formada per tres elements:
- A – Capitell
- B – Fust
- C – Basa

A l'arquitectura clàssica, el fust descansa sobre la base i l'element que sosté la columna reposa sobre el capitell. Les proporcions i decoració d'aquests elements es regeixen pels ordres arquitectònics.
Vegeu la il·lustració dels tres components en una columna d'ordre jònic. Altres exemples de columnes amb diferents estils arquitectònics:
1. hindú
2. persa
3. egipci
4. cretenc
5. romànic
6. gòtic
7. renaixentista
8. barroc